# Guy de Marin de Montmarin
Pour les articles homonymes, voir Famille Marin de Montmarin.
Marie Robert Guy de Marin de Montmarin, né le 20 novembre 1875 à La Cropte et mort le 29 janvier 1942 à Orléans. Il est général de corps d'armée et Grand officier de la Légion d'honneur.
Ancien élève de l'École spéciale militaire de Saint-Cyr, il se distingue lors de la Première Guerre mondiale et sera cité à l'ordre de l'armée le 16 septembre 1914. Il est alors promu lieutenant-colonel. 
Nommé plus tard général de brigade puis général de division, il commande l'École de cavalerie de Saumur en 1929-1931, puis la 2e division de cavalerie. Rappelé à l'activité au début de la Seconde Guerre mondiale, il commande alors la 12e région militaire.

## Famille
Marie Robert Guy de Marin de Montmarin, usuellement appelé Guy de Montmarin, est issu de la famille Marin de Montmarin, originaire de Bourgogne et du Vendômois, anoblie par la charge de secrétaire du roi (1632-1652), sous le règne de Louis XIII. Les armes de la famille portent d'azur à la fasce d'or accompagnée en chef de 3 croissants d'argent et en pointe aussi d'argent. La famille de Marin de Montmarin est subsistante et inscrite à l'ANF depuis l'année 1938.
Guy est le fils de Marie Charles Olivier de Marin de Montmarin (1844-1923) et de Marie Claire Pauline d'Alès (1853-1915). Il est l'arrière-petit-fils de Pierre-Étienne de Marin de Montmarin. Il épouse le 30 juillet 1907, à Orléans, Marie de Croze-Lemercier, (1880-1956), qui lui donne 4 enfants.

## Carrière
Engagé volontaire le 23 octobre 1894, Guy de Marin de Montmarin intègre le 28 l'École spéciale militaire de Saint-Cyr (promotion Alexandre III) dont il sort sous-lieutenant en 1896.
Sous-lieutenant puis lieutenant au 10e régiment de chasseurs, il est promu capitaine en janvier 1907 alors qu'il sert au 8e régiment de Hussards.
Il intègre en 1910 l'École de guerre et en sort en 1912.
Il rejoint ensuite son régiment à Baccarat et sera mobilisé en 1914. Cité à l'ordre de l'armée le 16 septembre 1914, il sert après la guerre auprès des commissions alliées en Pologne et en Haute-Silésie.
Il commande successivement le 5e régiment de dragons (de 1925 à 1929) puis l'École d'application de la cavalerie (1929 à 1931).
Il termine sa carrière comme général de division, à la tête de la 2e division de cavalerie (de 1931 à 1933) puis de la 2e région militaire (de 1933 à 1937). Il quitte le service actif en 1937 mais est rappelé en 1939 au début de la seconde Guerre mondiale où il commande la 12e région militaire de Reims.
Il fait son adieu aux armes avec le grade de général de corps d'armée et le titre de grand officier de la Légion d'honneur.
Il est mort le 29 janvier 1942 à Orléans.
Il avait épousé le 30 janvier 1907 Marie Françoise Monique Croze Lemercier dont il a eu cinq enfants.

## Décorations
- Grand officier de la Légion d'honneur (23 décembre 1937[4]
- Croix de guerre 1914–1918 (2 palmes)
- Officier de l'Ordre du Sauveur
- Chevalier de l'ordre de Saint-Stanislas (Russie impériale)
- Chevalier de l'Ordre de Saint-Vladimir
- Chevalier de l'Ordre du Lion et du Soleil
- Chevalier de l'ordre de l'Aigle blanc